# Vítor Estêvão
Vítor Manuel Estêvão (Luanda, 3 de juliol de 1952) és un director de fotografia portuguès, un dels fundadors de l'Associació d'Imatge Portuguesa (AIP). Amb un llarg currículum i una gran experiència en direcció de fotografia a Portugal i a Espanya, ha realitzat moltes sèries, documentals, publicitat, curts i llargs-metratges.

## Participacions com a director de fotografia
- 2006 "Coisa Ruim" (LLARG-METRATGE realitzat per Tiago Guedes i Frederico Serra)
- 2006 "Pegar ou Largar" (PROGRAMA DE TELEVISIÓ realitzat per Vasco Vilarinho)
- 2001 "A Menina dos Meus Olhos" (CURT-METRATGE realitzat per Isabel Rosa)
- 1999 "O Ralo" (MIG-METRATGE realitzat per Tiago Guedes de Carvalho)
- 1998 Programes "Herman 98", "Made in Portugal", "O Juiz Decide", "Look Elite Model 98", "Novos Talentos Moda", etc. (TELEVISIÓ)
- 1997 Diversos spots de publicitat (PUBLICITAT)
- 1997 Diversos videoclips (VIDEOCLIP)
- 1997 "Menos Nove" (MIG-METRATGE realitzat per Rita Antunes)
- 1994 Madredeus, Rui Veloso, Bind Zero, Amarginhas, Delfins, Vitorino, Black Out, Tres Tristes Tigres, Rio Grande, etc. (VIDEOCLIP)
- 1994 Director de publicitat i director d'il·luminació en diversos programes de televisió
- 1993 "Luz Negra" (LLARG-METRATGE realitzat per Javier Bermudez)
- 1993 Publicitat en 35 mm i director d'il·luminació (TELEVISIÓ)
- 1992 Publicitat en 35 mm (PUBLICITAT)
- 1992 "Laranja Timor", films de Publicitat 35 mm (DOCUMENTARI/LLARG-METRATGE)
- 1988 Publicitat a Sevilla, Madrid i Barcelona (PUBLICITAT)
- 1987 "De Ano em Ano" Recerca Antropològica (SÈRIE TELEVISIÓ realitzada per Pilar Távora)
- 1986 "Las Dos Orillas" (LLARG-METRATGE realitzat per Juan Bollaim)
- 1984 "Portugal Passado e Presente" del Prof.Lagoa Henriques (SÈRIE TELEVISIÓ)
- 1983 "El Rocío" (LLARG-METRATGE)
- 1982 "A Epopeia dos Bacalhaus". Sobre la pesca del bacallà (DOCUMENTARI/LLARG-METRATGE realitzat per Francisco Manso)
- 1981 "Verde Por Fora ,Vermelho Por Dentro" (LLARG-METRATGE realitzat per Ricardo Costa)
- 1979 "O Homem Montanhes" (SÈRIE TELEVISIÓ)
- "Não és Homem, Não és Nada" (SÈRIE TELEVISIÓ realitzada per Jorge Paixão da Costa)

## Premis
- 1992 - "Laranja Timor", films de publicitat 35 mm Lleó de Plata Festival de Cannes
- 1983 - "El Rocío"  Premi del Festival de Sevilla